# 住谷幸伸
住谷 幸伸（すみたに ゆきのぶ、1954年〈昭和29年〉8月7日 - ）は日本の実業家、社会起業家、元政治家。平成レッグス株式会社代表取締役社長、日本スポーツ少年団常任委員。元高松市議会議員（4期、元議長）。元カマタマーレ讃岐代表取締役社長。

## 略歴
香川県高松市出身。高松商業高校ではサッカー部に所属し、高校総体に3年連続出場。3年生時は主将。1976年に弦打サッカースポーツ少年団を創設し、後身の指導に当たる一方、高松商高OBサッカークラブ（高商OBクラブ）の選手として第1回四国サッカーリーグ出場（その後、第2回、第5回に出場）。1980年、スポーツ少年団指導者協議会指導者研修で訪欧し先進的なスポーツクラブについて学ぶ。
1987年にも日独スポーツ少年団同時交流に引率指導者として再び訪独。1997年から高松市スポーツ少年団本部長を務め、2003年から香川県スポーツ少年団本部長、2006年から日本スポーツ少年団副本部長を務める。その他、日本体育協会機関紙、豊かななスポーツライフをサポートする情報誌「スポーツ ジャパン」の編集副部会長や広報普及部会長。
一方で、1995年高松市議会議員選挙に出馬し初当選。2010年に第90代高松市議会議長に選出されると共に香川県市議会議長会会長、四国市議会議長会会長を歴任する。
2004年、高商OBクラブのチームメイトであった高松商高サッカー部監督の山下憲一らと共にJリーグを目指すサッカーチーム「高松FC」の創設に尽力。チームは後に公募により「カマタマーレ讃岐」の名称となり、代表を務める。2008年に法人化した際には初代社長を元高松市総務部長の熊野實に譲るも、熊野の体調不良もあり、2011年1月からは代表取締役社長に就任する。これに伴い、同年4月の同市議会議員選挙に出馬せず、4期満了を持って議員を引退した。2013年4月30日、大幅な赤字経営が続くカマタマーレ讃岐に対する行政からの支援を受けるにあたり、引責の形で株式会社カマタマーレ讃岐の社長を退任して相談役に就任した。
2013年12月悪性リンパ腫を発症し、高松市民病院にて治療を受けたが、完治に至らず、岡山市民病院に転院し造血細胞の自家移植をうけた結果寛解した。
2014年～2016年 香川大学地域マネジメント研究科にて地域スポーツ主に少年サッカー教室、バレーボール教室について研究を進めた。
2017年1月香川県最初の企業主導型保育施設、さくらの杜保育園を始め、4名の女性タクシードライバーを雇用することができた。同時にSST（シルバータクシー事業）を開始し、付加価値を付けたタクシー輸送を開始した。
2019年3月経済産業省からダイバーシティ経営企業１００選に選出され、表彰を受けた。また、かがわ産業支援財団から先進的ビジネスモデルとして優秀賞を受賞した。
2020年高松市認可の小規模保育園である瓦町FLAG保育園を開園した。この保育園は香川県唯一の駅中保育園である。
2022年4月15日株式会社サンハートを起業し、7月1日からサンハート体操教室、児童発達支援・放課後等デイサービスとわね、放課後児童クラブにじいろキッズの３事業をスタートさせ取締役会長に就任した。
2022年6月4日香川日独協会会長に、同年6月22日公益財団法人香川県スポーツ協会副会長に就任した。
2022年10月いちご一会とちぎ国体に香川県派遣団副団長として参加した。
2023年運動学習支援教室プレシャスデイズ三条開設
2024年旭日双光章受章
2024-2025国際ロータリー2670地区香川第Ⅰ分区ガバナー補佐

## 役職
- （スポーツ）日本スポーツ少年団副本部長、香川県体育協会理事、香川県スポーツ少年団本部長、高松市体育協会副会長、NPO法人カマタマーレスポーツクラブ副理事長、高松市サッカー協会会長、マイクロソフト公認トレーナー（MOT)、文部科学大臣認定上級少年スポーツ指導員、日本体育協会公認アシスタントマネージャー、日本体育協会公認ジュニアスポーツ指導員、カマタマーレ讃岐相談役、香川県プロスポーツクラブ連絡協議会副会長、香川日独協会会長、公益財団法人香川県スポーツ協会副会長
- （政治）第90代高松市議会議長、四国市議会議長会会長、香川県市議会議長会会長 全国高速自動車道市議会協議会会長

## 論文
- 住谷幸伸「地域スポーツの未来像についての提言」香川大学大学院地域マネジメント学科修士論文（2016年）

## 脚註
1. ↑  “新監督に羽中田氏－サッカー・カマタマーレ讃岐”. 四国新聞. (2007年9月29日) 2019年7月27日閲覧。
2. ↑  【JFL】高松市議会議長が社長に就任 JFLのカマタマーレ讃岐 産経新聞 2011年1月11日閲覧
3. ↑  “カマタマーレ住谷社長辞任へ／経営責任を明確化”. 四国新聞. (2013年4月12日) 2019年7月27日閲覧。
4. ↑  「経歴 | 住谷幸伸ホームページ」『住谷幸伸ホームページ』。2018年10月1日閲覧。